# Cosmopolitan Rusia
Cosmopolitan Rusia fue la edición rusa de la revista Cosmopolitan. Fue la primera revista femenina internacional publicada en el período postsoviético en Rusia. Cambió su título a The Voice Mag y finalizó su afiliación con la revista Cosmopolitan en marzo de 2022 luego de la invasión rusa de Ucrania.

## Historia y perfil
Cosmopolitan Rusia se estableció en 1994. El primer número se publicó en mayo de 1994 y presentaba a Cindy Crawford en la portada. Los editores fundadores fueron Ellen Verbeek, una periodista neerlandesa, y Elena Myasníkova, una periodista rusa. Su sede estaba en Moscú.
La revista formaba parte de Sanoma Independent Media, una subsidiaria de la empresa Sanoma. Independent Media fue fundada por Derk Sauer y fue adquirida por la compañía de medios finlandesa SanomaWSOY en 2005. Fashion Press publicó Cosmopolitan Rusia mensualmente. Los propietarios de Fashion Press eran Sanoma y Hearst Shkulev Media, una subsidiaria de Hearst. A partir de 2015, la editora en jefe de la revista dirigida a las mujeres era Polina Sojránova. Maya Akísheva se desempeñó como editora de Kazajistán.
En junio de 2015, Sanoma Independent Media planeó vender la editorial de Cosmopolitan Rusia, Fashion Press, a su socio Hearst Shkulev Media. Sin embargo, la propuesta fue rechazada por el Servicio Federal Antimonopolio de Rusia. En mayo de 2022, la empresa rusa Independent Media anunció que el título sería reemplazado por marcas locales.

## Circulación
El primer número de la revista vendió 50.000 ejemplares. En 2005 Cosmopolitan Rusia vendió 1.000.000 de ejemplares y fue reconocida por el Libro de los Récords Guinness como la revista con el mayor número de ejemplares. La tirada de la mensualidad fue de 1.050.000 ejemplares en 2009. Entre mayo y octubre de 2014 la revista tuvo una tirada de 800.000 ejemplares.